# シトクロムb5レダクターゼ
シトクロムb5レダクターゼ (cytochrome-b5 reductase) は、メトヘモグロビンをヘモグロビンに変換するNADH依存型酵素である。酵素はFADを含み、次の反応を触媒する。
NADH + H+ + 2 フェリシトクロムb5 {\displaystyle \rightleftharpoons } NAD+ + 2 フェロシトクロムb5
ヒトでは次の4つの遺伝子にコードされている。
- CYB5R1
- CYB5R2
- CYB5R3
- CYB5R4